# Xã Franklin, Quận Henry, Indiana
Xã Franklin (tiếng Anh: Franklin Township) là một xã thuộc quận Henry, tiểu bang Indiana, Hoa Kỳ. Năm 2010, dân số của xã này là 1.157 người.